# Exocentrus andamanensis
Exocentrus andamanensis es una especie de escarabajo longicornio del género Exocentrus, categorizada en la tribu Exocentrini, de la subfamilia Lamiinae. Fue descrita por Fisher en 1932.

## Descripción
Mide 5,4-6,2 mm de longitud.

## Distribución
Se distribuye por Malasia, Birmania y Nepal.